# Arianops nantahalae
Arianops nantahalae är en skalbaggsart som beskrevs av Barr 1974. Arianops nantahalae ingår i släktet Arianops och familjen kortvingar.

## Underarter
Arten delas in i följande underarter:
- A. n. joanna
- A. n. nantahalae